# سلما الملائکه
سلیمه عبدالرزاق الملائِکِه مشهور به سلما الملائکه همچنین با کنیهٔ اُم نِزار (۲۹ فوریه ۱۹۰۸ – ۲۶ ژوئن ۱۹۵۳) شاعر عراقی بود. او همسر صادق الملائکه و مادر دو شاعر معروف، نزار و نازک الملائکه بود. در بغداد به دنیا آمد. در چهارده سالگی با پسر عمویش ازدواج کرد که معلم زبان عربی بود. همسرش و کتابخانهٔ او بر بلوغ ادبی او تأثیر گذاشت، به حفظ بهترین اشعار کهن عربی روی آورد. هنگامی که جمیل صدقی الزهاوی در ۱۹۳۶ درگذشت، نخستین شعر خود را به نظم آورد، مرگ او تأثیر بسیاری بر او گذاشت و او را به نوشتن مرثیه برانگیخت. ویژگی شعرش، روحیهٔ پر جنب و جوش عربی بود و او اغلب دربارهٔ فلسطین ابراز تأسف می‌کرد، از زنان می‌خواست قیام کنند و مقام خود را بالا ببرند. دیوان اشعار او پس از مرگش به دست دخترش نازِک، در سال ۱۹۶۵ چاپ شد.

## زندگی و پیشه
نامش سلیمه بنت عبد الرزاق الکاظمیه است که در بین اعضای خانواده‌اش به سلما معروف بود. همسرش نیز او را سلما صدا می‌کرد. لقب «الملائکه» نام اصلی خانوادگی او نیست، بلکه لقبی است که شاعر عراقی عبدالباقی العمری به او داده است.از طایفه‌ای عرب که نسبشان به المنذر بن ماء السماء می‌رسد. او در ۲۹ فوریه ۱۹۰۸ (در برخی منابع ۱۹۰۹) در بغداد، پایتخت ولایت بغداد عثمانی به دنیا آمد. پدرش وقتی هنوز جوان بود، بیست و شش ساله نشده بود، از دنیا رفت و یک بیوه و سه فرزند از خود به جای گذاشت که بزرگ‌ترین آنها سلما بود. یکی از خاله‌هایش به تربیت سلما همت گماشت. در چهارده سالگی (۱۹۲۳) با پسر عمویش، صادق جعفر الملائکه (۱۸۹۲–۱۹۶۹)، ازدواج کرد که در آن زمان بیست و هشت سال داشت. سلما آموزش معمولی ندید، اما اصول خواندن و نوشتن را در مکتبِ دخترانهٔ همسایهٔ خانه‌اش آموخت. به محض ازدواج، همسرش که در آن زمان معلم زبان عربی در دانشکدهٔ معلمان ابتدایی در بغداد بود، به تدریس او پرداخت. او هفت فرزند به دنیا
آورد که بزرگترینشان نازک بود. نام بزرگ‌ترین پسرش نِزار بود که از این رو با کنیهٔ اُم نزار شهرت یافت.
دربارهٔ آغاز شکل‌گیری آگاهی عمومی فرهنگی او، به ویژه آگاهی شاعرانه، دخترش نازک گفته است: «پدرم شروع به خواندن اشعار کهن عربی برای او کرد و کتابخانه‌اش را که گنجینه‌هایی از ادبیات عرب و برخی از اندیشه‌های معاصر را در خود داشت، به او سپرد. در همهٔ اینها، او دنیایی را پیدا کرد که او را پر از شور و عشق کرد. در کودکی بارها شنیدم که مادرم در حین انجام کارهای خانه، اشعار زیبایی از بُثَینه، کثیر عزّه، قیس بن الملوّح، الشریف الرضی، ابی فراس الحمدانی، ابن فارض، البهاء زهیر و دیگران می‌خواند.» سلما الملائکه در جوانی با وجود اینکه عاشق شعر و خصلت‌های شاعرانه بود، شعر نمی‌گفت. استعداد شعری او نهفته باقی ماند و تا بیست و هشت سالگی با اولین بیت شعرش شکوفا نشد. دربارهٔ نخستین شعرش، نازک گفته است: «در بهار ۱۹۳۶، مادرم یک روز در ساعات اولیه سحر از خواب بیدار شد و به سرعت و با شدت شروع به نوشتن کرد، گویی از بالاترین آسمان‌ها الهام می‌گرفت. پدرم - چنان‌که بعداً به ما گفت - با صدای قلم و خش خش کاغذ از خواب بیدار شد، با حیرت از او پرسید که چه کار می‌کنی؟ وقتی جوابی به او نداد، دوباره به خواب رفت. سپس صبح، او را با گذاشتن شعری در رثای شاعر جمیل صدقی الزهاوی در دستانش غافلگیر کرد… او شعر را برای هر بازدیدکننده‌ای که به خانهٔ ما می‌آمد می‌خواند. سپس شعر را به مجله‌ای که در آن زمان منتشر می‌شد، مجلهٔ الصبح، تحویل داد و در شمارهٔ ۱۱/۴/۱۹۳۶ به چاپ رسید.» سلما الملائکه بدین ترتیب تا زمانی که شاعر جمیل صدقی الزهاوی درگذشت، شعر نگفت. از مرگ او غمگین شد و احساساتش برآشفت. اولین شعر خود را در بیست و هفت سالگی در رثای او به نظم درآورد.
پس از بلوغ شعری سلما الملائکه و ظهور شعر نازک و حضور دایی نازک، جمیل الملائکه که او نیز شعر می‌گفت، خانه به فضایی رقابتی شاعرانه تبدیل شد. این کار به این صورت انجام می‌شد که هر یک از آنها یک بیت شعر می‌نوشت و در آن موضوع و وزن شعر را انتخاب می‌کرد، سپس به هر یک از آنها ارائه می‌شد تا به آن اضافه کنند و شعر کامل شود، یا وزن شعری تعیین می‌شد که همه به نوبت در آن وزن بنویسند. سلما الملائکه علاقه‌ای به انتشار شعر خود نداشت و میراثی ادبی شامل صدها شعر از خود به جای گذاشت. مرگ ناگهانی او در حالی که هنوز جوان بود، او را از جمع‌آوری اشعار بازداشت.
ویژگی شعر او روحیهٔ ملی‌گرایی و پیگیری مسئلهٔ فلسطین بود. «سرود شکوه»، مجموعه اشعار اوست که دخترش نازک الملائکه آن را گردآوری کرده و مقدمه‌ای بر آن نوشته که این مجموعه در چاپخانهٔ النعمان در بغداد در سال ۱۹۶۵ چاپ شد. دانشگاه بصره در چاپ آن کمک کرد و عواید آن به سازمان آزادیبخش فلسطین در بغداد اهدا شد. در هفت فصل تنظیم شده است که سه فصل آن نشان‌دهنده سوگیری ملی‌گرایی و درگیری عاطفی با مسائل ملت عرب به ویژه مسئلهٔ فلسطین و وحدت عربی است.
در سال ۱۹۵۲، پسرش نزار برای تکمیل تحصیلاتش به آمریکا سفر کرد، جدایی از او به دلیل وابستگی شدیدش به او، تأثیر عمیقی بر احساساتش گذاشت. نشانه‌های بیماری در چهره‌اش نمایان شد و از سردرد مداوم و بی‌حالی عمومی رنج می‌برد. از پزشکان و برخورد با آنها دوری می‌کرد و تحمل دارو را نداشت، بنابراین از درمان سود چندانی نبرد. در فوریهٔ ۱۹۵۳ وضعیت روانی او به‌طور قابل توجهی وخیم شد و در ژوئن همان سال علائم جدی در او ظاهر شد، بینایی او ضعیف شد، شنوایی و زبانش سنگین شد و نیمی از توانایی خود را برای حرکت از دست داد. نظر خانواده اش این بود که او در آستانه فلج کامل است. پزشکان ارشد در بغداد به این نتیجه رسیدند که او به یک عمل جراحی جدی سر در لندن نیاز دارد. خانواده اش تصمیم گرفتند او را به لندن بفرستند و دختر نازک، با توجه به دانش قبلی‌اش از انگلیس و تسلطش به زبان انگلیسی، تصمیم گرفت او را در این سفر همراهی کند. او در لندن تحت عمل جراحی لازم قرار گرفت، اما به دلیل وخامت حالش در ۲۶ ژوئن ۱۹۵۳ درگذشت. در گورستان بروکوود در جنوب غربی لندن به خاک سپرده شد.دخترش نازک، با شعری تحت عنوان «مقدمهٔ غم» که از شاهکارهای مرثیه‌های عربی به‌شمار می‌رود، به سوگ او پرداخت.